# Albin Grau
Gustav Albin Grau (Schönefeld, 22 dicembre 1884 – Hausham, 27 marzo 1971) è stato un artista, architetto ed esoterista tedesco.
Viene principalmente ricordato come produttore, scenografo e progettista di produzione del celebre capolavoro del cinema muto Nosferatu il vampiro di F. W. Murnau, uscito nel 1922. Egli fu uno dei principali responsabili dell'aspetto e dell'atmosfera del film, inclusi set, costumi, storyboard e materiali promozionali.

## Biografia
A lungo studente delle arti occulte e membro della Fraternitas Saturni, sotto lo pseudonimo "Magister Pacitius", Grau fu in grado di disseminare Nosferatu di riferimenti esoterici e mistici seminascosti. Un esempio in particolare è il criptico contratto di locazione tra il Conte Orlok e Knock, scritto con un linguaggio enochiano dove sono visibili evidenti simboli alchemici ed esoterici. L'apporto di Grau fu determinante anche in relazione all'aspetto emaciato e da parassita del vampiro Orlok. Grau aveva avuto l'idea di girare un film di vampiri, traendo ispirazione da un suo personale ricordo del tempo di guerra: nell'inverno del 1916, un contadino serbo gli aveva confessato che il padre era un vampiro e un morto vivente.
Prima che Grau e Murnau collaborassero in occasione di Nosferatu, il primo aveva avuto l'idea di produrre e girare vari film inerenti al soprannaturale e all'occulto, per mezzo del suo stesso studio cinematografico, Prana-Film G.m.b.H., da lui fondato nel 1921 insieme a Enrico Dieckmann. Poiché Nosferatu era un adattamento non autorizzato del romanzo di Bram Stoker Dracula, lo studio fu costretto a dichiarare bancarotta per far fronte alla causa legale intentata dalla vedova di Stoker per violazione del diritto d'autore. Questo fatto rese Nosferatu l'unica produzione della compagnia.
Quando nel 1936 la Fraternitas Saturni venne proibita e sciolta dal regime nazista, Albin Grau emigrò in Svizzera.
Al termine della seconda guerra mondiale fece ritorno in Germania, intraprese una carriera nella pubblicità e si stabilì nel villaggio alpino di Bayrischzell, in Baviera, dove rimase fino alla sua morte nel 1971.

## Riferimenti nella cultura di massa
- Nel film L'ombra del vampiro del 2000, che racconta la produzione di Nosferatu, Albin Grau è interpretato da Udo Kier.